# Димитър Кюркчиев
Димитър Кюркчиев е български оперен певец, тенор. Завършва ДМА „Панчо Владигеров“ – София в класа на проф. Киселова. От 1988 работи в Русенската опера като хорист и солист. Пял е второстепенни роли със сборни пътуващи трупи в САЩ, Франция, Испания, Германия, Италия. Понастоящем Димитър Кюркчиев е солист на Русенската опера.

## Роли
- Гастон от „Травиата“ на Джузепе Верди (в ролята на Виолета Цветелина Малджанска)[1]
- Горо от „Мадам Бътерфлай“ на Джакомо Пучини
- Матео Борса от „Риголето“ на Джузепе Верди
- Бони
- Вестителят